# Sonatine à trois
Pour les articles homonymes, voir Sonatine (homonymie).
La Sonatine à trois, op. 221b, est une œuvre de musique de chambre pour trio à cordes de Darius Milhaud composée en 1940.

## Présentation
Composée en 1940 durant un trajet en train Chicago-Oakland, la Sonatine à trois de Milhaud est écrite pour violon, alto et violoncelle,.
Dédiée à la femme, Madeleine, et au fils, Daniel, du compositeur, l'œuvre est créée au San Francisco Composers Forum le 7 décembre 1940,.

## Structure
La Sonatine, d'une durée moyenne d'exécution de sept minutes environ, est constituée de trois mouvements, :
1. Très modéré ;
2. Contrepoint ;
3. Animé.

La partition est publiée par Mercury-Presser. Dans le catalogue des œuvres de Darius Milhaud, la Sonatine à trois porte le numéro d'opus 221b,.

## Discographie
- Milhaud, Martinů : Complete Works for String Trio, Jacques Thibaud String Trio, Audite 97.727, 2017[5].